# Adidas Grand Prix 2014
Adidas Grand Prix 2014 byl lehkoatletický mítink, který se konal 14. června 2014 v americkém městě New Yorku. Byl součástí série mítinků Diamantová liga.

## Výsledky

### Muži
| Disciplína     | 1. místo                 | 2. místo                  | 3. místo                |
| 100 m          | Nesta Carter 10,09       | Yohan Blake 10,21         | Keston Bledman 10,23    |
| 200 m          | Warren Weir 19,82        | Nickel Ashmeade 19,95     | Alonso Edward 20,06     |
| 400 m          | LaShawn Merritt 44,19    | Wayde van Niekerk 44,38   | Chris Brown 44,61       |
| 800 m          | David Rudisha 1:44,63    | Mark English 1:45,03      | Duane Solomon 1:45,13   |
| 400 m překážek | Javier Culson 48,03      | Michael Tinsley 48,56     | Cornel Fredericks 48,58 |
| Skok do výšky  | Bohdan Bondarenko 242 cm | Mutaz Essa Baršim 242 cm  | Andrij Procenko 235 cm  |
| Skok daleký    | Jeffrey Henderson 833 cm | Christian Taylor 806 cm   | Rushwal Samaai 800 cm   |
| Hod diskem     | Robert Harting 68,24 m   | Piotr Małachowski 65,45 m | Ihsan Hadádí 65,23 m    |

### Ženy
| Disciplína      | 1. místo                   | 2. místo                       | 3. místo                      |
| 100 m           | Tori Bowieová 11,06        | Samantha Henry-Robinson 11,13  | Schillonie Calvert 11,15      |
| 200 m           | Tianna Bartolettaová 22,68 | Natasha Hastings 23,06         | Bianca Knight 23,17           |
| 400 m           | Francena McCororyová 50,15 | Stephanie McPherson 51,20      | Anastasia Le-Roy 51,49        |
| 800 m           | Natoya Goule 2:00,28       | Latavia Thomas 2:01,11         | Marilyn Okorová 2:01,57       |
| 1500 m          | Abeba Aregawiová 4:00,13   | Dawit Seyoum 4:00,66           | Jennifer Simpsonová 4:02,54   |
| 3000 m          | Mercy Cherono 8:39,84      | Betsy Saina 8:40,65            | Kalkidan Gezahegneová 8:42,54 |
| 3000 m překážek | Sofia Assefaová 9:18,58    | Purity Cherotich Kirui 9:23,43 | Lidya Chepkurui 9:27,42       |
| 100 m překážek  | Queen Harrison 12,62       | Dawn Harperová 12,63           | Lolo Jonesová 12,77           |
| Skok o tyči     | Fabiana Murerová 480 cm    | Jennifer Suhrová 470 cm        | Yarisley Silvaová 470 cm      |
| Trojskok        | Kimberly Williams 14,31 m  | Anna Pjatychová 14,19 m        | Yorsiris Urrutia 14,13 m      |
| Vrh koulí       | Valerie Adamsová 19,68 m   | Michelle Carterová 19,51 m     | Cleopatra Borel-Brown 19,04 m |
| Hod oštěpem     | Linda Stahlová 67,32 m     | Kathryn Mitchell 66,08 m       | Madara Palameika 64,86 m      |